# Tobias Lund Andresen
Tobias Lund Andresen   (Taastrup, 20 d'agost de 2002) és un ciclista danès, professional des del 2020. Actualment corre a l'equip Team DSM-Firmenich PostNL.
Després de guanyar diverses curses d'alt nivell com a júnior, Andresen va fitxar per l'equip Development Team DSM el 2021. Aquella temporada va guanyar la setena etapa del Tour de Bretanya, la seva primera victòria a nivell sènior. El 2023 va córrer a l'equip professional i va quedar segon a la Brussels Cycling Classic, una cursa de la UCI ProSeries. En la seva segona temporada a l'equip va aconseguir la primera victòria professional en un esprint a la quarta etapa de la Volta a Turquia. En aquesta mateixa cursa guanyà dues etapes més.

## Palmarès
- 2019
  - 1r al Gran Premi E3 júnior
- 2020
  -  Campionat de Dinamarca en ruta júnior
  - 1r a la Visegrad 4 júnior i vencedor de 4 etapes
  - Vencedor de 2 etapes al Tour te Fjells júnior
  - Vencedor de 2 etapes al Gran Premi Rüebliland
  - Vencedor d'una etapa al Tour de Bretanya
- 2024
  - Vencedor de 3 etapes a la Volta a Turquia
  - Vencedor de 2 etapes a la Volta a Dinamarca
  - Vencedor d'una etapa al Tour de Croàcia
- 2025
  - 1r a la Surf Coast Classic

### Resultats al Giro d'Itàlia
- 2024. 140è de la classificació general

### Resultats al Tour de França
- 2025. 96è de la classificació general